# メカフォース
『メカフォース』（原題：Mechstermination Force）は、スウェーデンのインディーゲームスタジオHörberg Productionsが開発したアクションゲーム。

## 概要
突如地球に現れ侵略の手を広げる巨大ロボット軍団「メガメック」（MegaMechs）と、それに立ち向かう部隊「メカフォース」の戦いを描く作品。プレイヤーはメカフォースのメンバーの一人となり、単身で各地に赴いて巨大ロボットと戦い撃破する任務を遂行する。
本作は、Hörberg Productionsが以前に発売したアクションゲーム『ガンマンストーリー』シリーズと世界観が共通しており、作中にはガンマンストーリーの要素が含まれている。また、本作の操作キャラクターの総数は通常は4人だが、『ガンマンストーリーHDコレクション』をプレイ済みの場合にガンマンストーリーの主人公Cliveに似たベージュ色のカウボーイ姿のキャラクターが5人目として追加される。

## システム
ゲーム開始時、前述のように4人（または5人）の中から操作キャラクターを選択する。各キャラクターは、見た目は異なるが能力は全員同じで、射撃用の銃器各種と直接攻撃用の棍棒を武器に用いる。なお、1人プレイだけでなく2人同時プレイにも対応している。
各ステージは、一般のアクションゲームにおけるボス戦の部分のみで構成されている。ボスの装甲は多くの場合、攻撃により破壊可能で、破壊時には後述のアイテムを購入する際に用いる通貨やライフを回復するアイテムが現れる。全てのボスは赤、黄色の核を弱点としている。黄色の核は全ての攻撃が通じるが、赤い核は通常の射撃武器での攻撃は無効化され、棍棒による打撃でのみダメージを与えることができる。多くのステージは内容が数段階に分かれており、段階が移る際にはボスが変形・分離・合体を行うこともある。
ステージ開始前の拠点では、他の隊員たちとの会話や店でのアイテム購入のほか、今まで対戦したボスと再戦できる装置「バーチャルトレーニングセンターV2」がある。このモードではボス撃破後に報酬が得られ、ノーダメージクリアや一定時間内でのクリアの目標を達成した際の星印評価やハイスコアが記録される。

## アイテム
「マグネットグローブ」と「ブーストブーツ」以外は店で対価を支払い購入する。

### 武器
初期状態で装備している銃と棍棒のほか、以下の武器がある。これらは入手後、ボタンで変更可能。
- パイロシューター - 一定距離まで火炎を放射する。
- レーザーキャノン - レーザーを発射する。レーザーは壁に当たると反射する。
- スプレットガン - 放射状の5方向に弾を発射する。
- プラズマボム - 大きな球状の弾を発射する。着弾地点の周囲にもダメージを与える。連射速度は遅め。
- ウェーブビーム - 波状のビームを発射する。

### その他のアイテム
- マグネットグローブ - 金属製のものに掴まることができるようになる。
- ブーストブーツ - ジャンプ後の空中でもう一度ジャンプできるようになる。
- ハートコンテナ - ライフの最大値を増加する。購入ごとに価格が上昇する。
- イエローハート - 次回の戦闘時のみライフの最大値を増加する。購入ごとに価格が上昇するが、ハートコンテナよりも安価。